# Pollux-Nunatak
Der Pollux-Nunatak ist ein inselartiger Nunatak von bis zu 110 m Höhe vor der Nordenskjöld-Küste des Grahamlands auf der Antarktischen Halbinsel. Er liegt 3 km nordwestlich der Robertson-Insel in der Gruppe der Robbeninseln.
Seine Existenz wurde vom Falkland Islands Dependencies Survey 1947 vermutet und 1953 bestätigt. Das UK Antarctic Place-Names Committee benannte ihn 1957 in Verbindung mit dem 7 km südsüdwestlich gelegenen Castor-Nunatak nach den Dioskuren Castor und Pollux aus der griechischen Mythologie.